# Hamolidia
Hamolidia  (лат.) — род прыгающих насекомых из семейства цикадок (Cicadellidae). Южная Америка. Длина 6-7 мм (самки крупнее). Скутеллюм короткий, его длина немного больше длины пронотума. Голова субконическая, слегка уже пронотума; лоб широкий. Глаза и оцеллии относительно крупные; глаза вытянуто-яйцевидные. Клипеус длинный и широкий. Эдеагус очень широкий. Сходны по габитусу с Codilia, отличаясь деталями строения гениталий. Род включают в состав подсемейства Coelidiinae.
- Hamolidia bimaculata Nielson, 1982 — Колумбия
- Hamolidia hama Nielson, 1982 — Боливия typus